# Casper Reardon
Casper Reardon (15 de abril de 1907 - 9 de marzo de 1941)  fue un arpista estadounidense de música clásica y jazz. Estudió arpa clásica en el Instituto Curtis de Música y pasó a tocar para la Orquesta de Filadelfia y la Orquesta Sinfónica de Cincinnati.  Posteriormente tocó jazz.
El arpa se había utilizado en la música de baile para adornos ocasionales antes de Reardon, pero se le considera el primero en utilizar el arpa como instrumento de jazz para solos y actuaciones. En 1936, fue descrito como el "arpista más caliente del mundo".  Durante el año siguiente interpretó al "Primo Caspar" en la película, Eres un Amor.  En 1938, tocó el arpa en el musical de Broadway I Married an Angel. 
Como músico de jazz, se le puede escuchar en álbumes de Jack Teagarden y Paul Whiteman.  Grabó un puñado de discos para Liberty Music Shop Records y Schirmer Records.
Murió en marzo de 1941, en Nueva York, a la edad de 33 años por insuficiencia renal. 